# Superintendencia de Riesgos del Trabajo
La Superintendencia de Riesgos del Trabajo (SRT) es un organismo público argentino cuya función es controlar a las Aseguradoras de riesgos de trabajo (ART). Depende del Ministerio de Trabajo.
Fue creada en 1995 por la Ley 24.557 de Riesgos del Trabajo. Su función es garantizar el acceso de los trabajadores argentinos a los derechos a la salud y seguridad, controlando el cumplimiento de la normativa vigente, el funcionamiento de las ART, e imponiendo las sanciones correspondientes ante incumplimientos.
La Superintendecia de de Riesgos del Trabajo  es parte de la membresía de la Conferencia Interamericana de Seguridad Social, organismo internacional técnico y especializado, que tiene el objetivo de fomentar el desarrollo de la protección y seguridad social en América. 

## Historia
La Ley 24.557 obligaba a los empleadores argentinos a contratar una Aseguradora de riesgos de trabajo (ART) para cubrir a sus trabajadores ante las potenciales prestaciones médicas derivadas de un accidente laboral. Además, generaba diversas obligaciones para estas aseguradoras.
Para el control de estos seguros se creó la SRT, que trabajaría en conjunto con la Superintendencia de Seguros.
En marzo de 2001 se introdujo el concepto de Empresa Crítica, aquella sobre la que, por presentar niveles de accidentabilidad mayores que otras de su misma actividad, se ejercería un control especial.
En 2010, se creó el Programa de Regularización de las Condiciones de Salud y Seguridad en el Trabajo en Organismos Públicos.
En 2013 se estableció el Programa Nacional de Prevención por Rama de Actividad, que generó mesas cuatripartitas en distintas actividades, incluyendo a las Empresas, Sindicatos, Administradoras de Trabajo Locales y las Aseguradoras de Riesgos del Trabajo. Como consecuencia de estas mesas de discusión, en 2019 se publicaron manuales de buenas prácticas para distintos sectores.

## Funciones
La Ley de riesgos del trabajo le asignó a la SRT las siguientes funciones:
- Controlar el cumplimiento de las norma de higiene y seguridad en el trabajo pudiendo dictar las disposiciones complementarias que resulten de delegaciones de esta ley o de lo Decretos reglamentarios
- Supervisar y fiscalizar el funcionamiento de las ART
- Imponer las sanciones previstas en la ley
- Requerir la información necesaria para cumplimiento de sus competencias, pudiendo peticionar órdenes de allanamiento y el auxilio de la fuerza pública
- Dictar su reglamento interno, administrar su patrimonio, gestionar el Fondo de Garantía, determinar su estructura organizativa y su régimen interno de gestión de recursos humanos
- Mantener el Registro Nacional de Incapacidades Laborales en el cual se registrarán los datos identificatorios del damnificado y su empresa, época del infortunio. prestaciones abonadas, incapacidades reclamadas y además, deberá elaborar los índices de siniestralidad
- Supervisar y fiscalizar a las empresas autoaseguradas y el cumplimiento de las normas de higiene y seguridad del trabajo en ellas

## Publicaciones

### Manuales de buenas prácticas
En 2019 el organismo desarrollo, en mesas cuatripartitas sectoriales, manuales de buenas prácticas para diversos sectores:
- Industria Automotriz[9]
- Industria Avícola
- Industria Eléctrica
- Industria Maderera
- Industria Metalmecánica
- Industria Lechera / Producción de yogur[10]
- Industria Frigorífica
- Industria Vacuna
- Industria Petrolera
- Industria Minera
- Industria del Cuero
- Transporte de Pasajeros
- Transporte de carga